# 마크 카센
마크 캐슨(Mark Kassen, 영어 발음: /ˈkæsən/, 1971년 10월 4일 ~ )는 미국의 배우이다.

## 출연 작품

### 영화
| 연도   | 영화                    | 배역 | 비고 |
| ------ | ----------------------- | ---- | ---- |
| 2001년 | 트리거 해피             |      |      |
| 2007년 | 버나드 앤 도리스        |      |      |
| 2011년 | 불량 변호사             | 폴   |      |
| 2013년 | 다크 어라운드 더 스타즈 | 글렌 |      |
| 2014년 | 비포 위 고              |      |      |